# Ciemnotek niebieskawy
Ciemnotek niebieskawy (Thamnomanes schistogynus) – gatunek małego ptaka z rodziny chronkowatych (Thamnophilidae). Występuje na styku Peru, Boliwii i Brazylii. Niezagrożony wyginięciem.

## Taksonomia
Po raz pierwszy gatunek opisał Carl Eduard Hellmayr. Opis ukazał się w 1911 na łamach Revue française d'ornithologie. Hellmayr opisał ciemnotka niebieskawego jako podgatunek ciemnotka szarego (T. caesius) (z którym tworzy nadgatunek); przydzielił mu nazwę Thamnomanes caesius schistogynus. Holotypem była samica zebrana 3 lipca 1891 w San Mateo w Boliwii. Międzynarodowy Komitet Ornitologiczny (IOC) wyróżnia dwa podgatunki. Możliwe, że są to jedynie inne formy powstałe w związku z ekokliną i tym samym zmienną jasnością barwy upierzenia.

## Zasięg występowania i podgatunki
IOC wyróżnia następujące podgatunki:
- T. s. intermedius Carriker, 1935 – centralne Peru na południe od Amazonki i na wschód od rzeki Huallaga; na południe zasięg po Region Junín[5][6]
- T. s. schistogynus Hellmayr, 1911 – zachodnia Brazylia na południe od Amazonki, południowo-wschodnie Peru oraz północno-zachodnia Boliwia (zachodni departament Pando, La Paz, Cochachamba)[5][6]

## Morfologia
Długość ciała 13,5–14,5 cm, masa 16–18 g. Pozostałe wymiary podane przez Hellmayra:
- długość skrzydła: samiec 69–74 mm, samica 68–70 mm
- długość ogona: samiec 62–66 mm, samica 61–65 mm
- długość dzioba: samiec 15,5–16,5 mm, samica 15–16 mm

Występuje dymorfizm płciowy. W upierzeniu samca przeważa kolor ciemnoszary; wyjątkiem jest niewidoczne białe pole na łopatkach, sterówki niekiedy z białymi końcówkami. Samica ubarwiona jaśniej i nieco bardziej brązowawo. Ma brzuch i pierś pokryte piórami o głębokiej cynamonoworudej barwie. Na gardle i pokrywach usznych białe paski uformowane przez odznaczające się stosiny. Osobniki podgatunku intermedius ciemniejsze.

## Ekologia
Ciemnotek niebieskawy zamieszkuje podszyt i środkowe warstwy lasów wiecznie zielonych do wysokości 1200 m n.p.m., ale zwykle poniżej 800 m n.p.m. Zasiedla zarówno lasy typu terra firma oraz várzea, szczególnie w miejscach z prześwitującym światłem oraz obecnością bambusów i pnączy. Pożywienie stanowią owady, w tym chrząszcze (Coleoptera), pasikonikowate (Tettigoniidae), szarańczowate (Acrididae), błonkoskrzydłe (Hymenoptera), pluskwiaki (Hemiptera), dorosłe motyle i ich larwy, modliszkowate (Mantidae) oraz inne stawonogi, w tym pająki; do tego małe ślimaki i jaszczurki. Żeruje w stadach wielogatunkowych, gdzie pełni rolę strażnika. Ponadto żeruje samotnie, parami lub w grupach rodzinnych na wysokości 1,5–13 m (przeważnie 3–8 m) nad ziemią. Często w stadach mieszanych z ciemnotkiem amazońskim (T. ardesiacus) lub ciemnotkiem czarnogardłym (T. saturninus).

### Lęgi
Okres lęgowy w Peru trwa od czerwca do listopada. Gniazdo to głęboki kubeczek z wystającymi liśćmi; zbudowany z suchych, gnijących korzeni, podobnego do słomek materiału oraz delikatnych korzonków; za wyściółkę robi miękki materiał roślinny. Jedno gniazdo znaleziono w kupce martwych liści pośród żywych winorośli, około 3 m nad ziemią. Inne ulokowane było metr nad ziemią na pierzastym pniu paproci drzewiastej. Kolejne z gniazd mieściło się metr nad ziemią w rozwidleniu gałęzi, zaś czwarte 8 m nad ziemią na liściu palmy. Przeważnie w zniesieniu 2 jaja; skorupka barwy białej z czerwonymi lub brązowymi plamami. Okres inkubacji nieznany; wiadomo, że oba ptaki z pary wysiadują i karmią młode.

## Status
Przez IUCN gatunek klasyfikowany jest jako najmniejszej troski (LC, Least Concern) nieprzerwanie od 1988 (stan w 2021). Liczebność populacji nie została oszacowana, ale ptak ten opisywany jest jako pospolity. Trend liczebności populacji uznawany jest za spadkowy ze względu na wylesianie Amazonii. Występuje na 17 obszarach uznanych za ostoje ptaków IBA, należą do nich m.in. Park Narodowy Cordillera Azul w Peru i Park Narodowy Serra do Divisor w Brazylii.